# Alfred Picard
Alfred Maurice Picard, född den 21 december 1844 i Strassburg, död den 8 mars 1913 i Paris, var en fransk ingenjör och politiker.
Picard avlade ingenjörsexamen vid École polytechnique 1864, deltog som ingenjörofficer i 1870–71 års fransk-tyska krig, ledde sedermera en mängd kanaliserings- och byggnadsföretag, anställdes 1880 i ministeriet för offentliga arbeten samt var 1882 och 1885 statens järnvägsdirektör, blev 1882 medlem av Conseil d’état och 1886 president för dess sektion för offentliga arbeten, jordbruk och industri samt tog verksam del i organisationen av 1889 års världsutställning i Paris. Picards betydelsefullaste arbete var förberedandet av 1900 års världsutställning i Paris, för vilken han var generalsekreterare. 
Som Frankrikes officiella ombud bevakade han sedermera vid världsutställningen i Saint Louis 1904 de franska utställarnas intressen. Efter slagskeppet "Iénas" undergång blev Picard på grund av sitt stora anseende som driftig organisatör marinminister med uppgift att bringa ordning och reda i den desorganiserade marinförvaltningen (oktober 1908), men han avgick med ministären Clemenceau redan i juli 1909. Picard blev 1912 vicepresident i Conseil d’état. Bland hans skrifter märks Les chemins de fer français (6 band, 1883–84), Traité des chemins de fer (4 band, 1887) samt den officiella redogörelsen för världsutställningen 1889 (10 band, 1891–92) och den teknisk-administrativa redogörelsen för 1900 års världsutställning (1902–03).